# Ефимов, Виктор Алексеевич (учёный)
Ефимов Виктор Алексеевич (5 марта 1921, Никополь — 3 декабря 2002) — учёный в области металлургии и литейного производства, доктор технических наук, профессор, академик НАН Украины.

## Биография
В 1946 г. окончил Днепропетровский металлургический институт.
С 1946 по 1951 гг. — работа на кафедре металлургии стали Киевского политехнического института, обучение в аспирантуре на этой же кафедре.
С 1951 по 1954 гг. — младший научный сотрудник Института черной металлургии.
В 1954-1963 гг. — младший, затем старший научный сотрудник Института газа.
В 1963 г. возглавил отдел процессов плавления сплавов и формирования слитков Института проблем литья АН УССР.
В 1964-1966 гг. — заместитель директора.
В 1966 -1988 гг. — директор этого учреждения.
С 1988 г. — старший научный сотрудник, советник дирекции Физико-технологического института металлов и сплавов НАН Украины.
В 1953 г. — защитил кандидатскую диссертацию.
В 1961 г. — защитил докторскую диссертацию.
В 1967 г. — избран членом-корреспондентом АН УССР.
В 1973 г. — избран академиком АН УССР.

## Научная деятельность
С именем В. А. Ефимова связано развитие в институте новых направлений исследований, в том числе широкомасштабного изучения жидкого состояния металлических и шлаковых расплавов, влияния турбулентных потоков жидкой стали на кристаллизацию слитков и отливок и возникновения в них дефектов различной природы. Значительный теоретический и практический интерес представляют работы В. А. Ефимова, посвященные изучению гидродинамики процессов литья металлических расплавов, теплофизических условий формирования крупных слитков и отливок. Созданные им технологии разливки стали широко применялись на многих металлургических и машиностроительных предприятиях страны.
Он подготовил 6 докторов и более 30 кандидатов наук. Среди его воспитанников есть граждане других стран.
Длительное время В. А. Ефимов был председателем диссертационного совета по защите докторских и кандидатских диссертаций, председателем, а в последнее время — заместителем председателя редакционной коллегии созданного по его инициативе журнала «Процессы литья», входил в состав редколлегий ряда других научно-технических изданий. Его деятельность никогда не ограничивалась рамками института. Немало сделал Виктор Алексеевич для координации исследований процессов литья в масштабах СССР, был научным руководителем программы работ академических учреждений Украины из ВО «АвтоЗИЛ», входил в состав Научно-координационного совета по проведению совместно с болгарскими специалистами работ в области литья с противодавлением, был членом Комитета по Государственным премиям Украины в области науки и техники, членом Бюро ВФТПМ НАН Украины.
В творческом багаже Виктора Алексеевича свыше 720 статей и 13 монографий.
- Ефимов В. А. Стальной слиток: (Разливка стали и формирование слитка) / Под ред. акад. Н. Н. Доброхотова. — М.: Металлургиздат, 1961. — 356 с.
- Ефимов В. А., Кузема И. Д. Форма слябинговых и крупных листовых слитков. — М.: Металлургия, 1967. — 169 с.
- Ефимов В. А. Разливка и кристаллизация стали. — М.: Металлургия, 1976. — 552 с.
- Ефимов В. А. Теоретические основы разливки стали. — К.: Изд-во Акад. наук УССР, 1960. — 180 с.
- Ефимов В. А., Эльдарханов А. С. Физические методы воздействия на процессы затвердевания сплавов. — М.: Металлургия, 1995. — 272 с. ISBN 5-229-01188-2
- Ефимов В. А., Эльдарханов А. С. Современные технологии разливки и кристаллизации сплавов. — М.: Машиностроение, 1998. — 359 с. ISBN 5-217-02901-3
- Ефимов В. А., Эльдарханов А. С. Технологии современной металлургии. — М.: Новые технологии, 2004. — 783 с. ISBN 5-94694-009-0

## Награды и почетные звания
Плодотворная научная, научно-организационная, педагогическая и общественная деятельность. А. Ефимова отмечена двумя Государственными премиями СССР и Государственной премией Украины в области науки и техники (2002), академическими премиями им. Е. О. Патона и им. М. М. Доброхотова, двумя орденами Трудового Красного Знамени, орденом «Знак Почета», медалями.